# 前130年代
| 千纪： | 前1千纪 |
| 世纪： | 前3世纪 \| 前2世纪 \| 前1世纪                                                                              |
| 年代： | 前160年代 \| 前150年代 \| 前140年代 \| 前130年代 \| 前120年代 \| 前110年代 \| 前100年代                    |
| 年份： | 前139年 \| 前138年 \| 前137年 \| 前136年 \| 前135年 \| 前134年 \| 前133年 \| 前132年 \| 前131年 \| 前130年 |

前130年代從前139年1月1日開始，於前130年12月31日結束。

## 大事记
- 前135年，閩越君主郢向南越國發動戰爭，攻打南越國的邊境城鎮。
- 前133年，馬邑之戰起，漢朝結束對匈奴的和親政策，開始對匈作戰。
- 前133年，阿塔羅斯三世死後無嗣，他立遺囑將帕加馬王國併入古羅馬。